# Lepthoplosternum altamazonicum
Lepthoplosternum altamazonicum es una especie de pez de la familia Callichthyidae en el orden de los Siluriformes.

## Morfología
Los machos pueden llegar alcanzar los 5 cm de longitud total.

## Hábitat
Es un pez de agua dulce y de clima tropical.

## Distribución geográfica
Se encuentran en Sudamérica:  cuenca del río Amazonas en Perú (hasta la confluencia del río Solimões con el río Japurá  - Brasil -).